# Nuestra Señora de la Calma
 Nuestra Señora de la Calma  llamada así en el cristianismo occidental, o Panagia Paramythia o Sagrada Consoladora llamada así en el cristianismo oriental, es una advocación Mariana griega, nombre que se le dio en el siglo XIV a un ícono bizantino de la Virgen y el Niño, que procede del cristianismo medieval, el original se venera en el Monasterio de Vatopedi en Grecia.

## Descripción del Icono
La imagen de la Santísima Virgen María viste un Manto azul rey que puede ser verde en algunas imágenes con un vestido rosa y el Divino Niño un Manto rojo con una túnica color  beige todo esto en un entorno amarillo, en la parte superior del icono a la derecha las letras MP y a la izquierda OY que significa Madre de Dios, a la izquierda al nivel del Niño Dios las letras IC XC que significan Jesucristo, a la derecha de la Virgen María se lee la inscripción Η Παραμυθία que en español quiere decir Panagia Paramithya.

## Historia
Dentro del Monasterio de Vatopedi subiendo las escaleras a la izquierda de la puerta central del patio del monasterio, se encuentra una capilla dedicada a Panagia Paramythia y esto s debe a un milagro muy inusual. 
El icono según los monjes del monasterio procede del siglo XIV. que solía estar en el borde derecho del exonártex, esto es un monumento que se encuentra casi a la entrada de la capilla del monasterio la cual está abierta al público.
Antiguamente existía la costumbre de que cuando los religiosos dejaban la Iglesia principal después de finalizar el oficio vespertino, rezaban ante el icono de la Virgen María que se encontraba en el exonártex, al pie del Icono se encontraban las llaves de la puerta del santuario, allí el abad entregaba al portero las llaves de la puerta del Monasterio, que estaba cerrada por la noche, para que la abriera en después del oficio matutino en la mañana.
Esta costumbre se alteró la mañana del 21 de enero de 1320, al término del rezo matutino los padres y hermanos de la comunidad se retiraron a sus celdas a descansar un momento, hasta que comenzaron sus atenciones diarias, entonces se abriría la puerta del Monasterio. No sabían que afuera de este acechaban piratas, que lo habían rodeado, dispuestos a invadir para destruirlo todo.
El abad Gerardo estaba solo en la iglesia, entregado a su oración, se sorprendió de repente al escuchar una voz, que parecía una voz femenina y angelical que lo llamaba por su nombre, el abad Gerardo muy nervioso, miró a su alrededor y no vio a nadie, además, no había nadie dentro del templo más que el, y sin embargo alguien le llamó, el abad centró su atención y lleno de miedo se dio cuenta de que la voz provenía de la imagen de la Virgen María. 
Aguzó el oído con reverencia para escuchar, entonces escuchó la voz de la Virgen María que decía: "Gerardo, No abras hoy la puerta del Monasterio, manda subir las murallas del monasterio y ahuyenta a los piratas". Asombrado, el Abad fijó sus ojos en la imagen de la Virgen. Entonces vio un milagro asombroso. La forma de la Virgen María cobro vida, el Niño Jesús que llevaba en brazos también cobro vida y movió su mano derecha cerrando la boca de su Santísima Madre, y se escuchó una dulce voz de Niño Jesús que decía: “No Madre mia, no les digas, ellos no merecen ningún favor, que sean castigados como se merecen por pecadores". Entonces la Virgen Santísima, con gran cuidado maternal hacia su único Hijo, levantó levemente su mano, tomó la manita derecha de su Hijo Divino, la cual tapaba sus labios e inclinó un poco su santo rostro hacia la derecha y repitió con más fuerza: " Gerardo No abras hoy la puerta del Monasterio, ahuyenta a los piratas y busquen arrepentirse, porque mi Hijo está muy enojado con ustedes." 
Su Santísimo Hijo empezó a tener un gesto muy molesto, pero eso no detuvo a la Celestial Señora de repetir por tercera vez la advertencia: "Hoy no abran la puerta del Monasterio, ahuyenta a los piratas que están apostados afuera y busquen hacer penitencia, mi hijo está muy enojado con ustedes". Después del diálogo milagroso, la Celestial Señora y el Divino Niño cobraron el aspecto de icono pero con la posición que ahora conocemos.
El Abad Gerardo, lleno de admiración, reunió a todos los Hermanos y Padres de comunidad, les contó los acontecimientos sobrenaturales ocurridos y les repitió las palabras que había oído de labios de la Virgen María y del Divino Niño a su Madre. Todos se volvieron asombrados hacia la milagrosa imagen, y su asombro aumentó más, la representación de la imagen se había transformado, la composición fue completamente cambiada y no se parecía en nada a la imagen anterior, (ya que la imagen anterior era una Odighitria muy similar a la Virgen de Iver) después de este singular milagro se conservó el formato tal como se ve hoy.
Cabe destacar que después de esto todos los monjes del monasterio subieron a las murallas del mismo para espantar a los piratas apostados afuera, un temor sobrenatural lleno a dichos vándalos y huyeron del lugar con rumbo desconocido.
La Madre de Dios, tiene la mano derecha de Cristo debajo de su boca e inclinada su cabeza hacia la derecha para evitarlo con una expresión facial está llena de infinita misericordia, amor, simpatía y cariño maternal. 
El Niño Divino es representado como un bebé de tres años el cual tiene un rostro muy enojado como Juez a punto de castigar.
Este icono aunque está hecho a mano, se dice que está hecho por manos divinas por la gracia de Dios, después de la milagrosa intervención de Nuestra Señora para salvar el Monasterio, después de esto fue llamada "Panagia Paramythia", que significa Sagrada Consoladora, aunque en el mundo latino se le suele llamar Nuestra Señora de la Calma por calmar la ira de su Hijo Divino, y con razón, porque como dicen los peregrinos del Monasterio que no se cansan de verlo, la visión de la dulce expresión del rostro de la Virgen María produce el efecto del descanso, calma, ampara y consuela el alma humana.
Con este milagro se revela una vez más la devoción maternal de la Madre de Dios al interceder por los hombres pecadores "ante su Hijo y Dios" y sus suplicas salvadoras, con las que son liberados de los sufrimientos que justamente merecen por la multitud de sus pecados. El icono fue trasladado a la capilla especial de Paramythia, frente a este Sagrado Icono, los monjes mantienen una vela encendida, recitan su Oficio Divino todos los días y todos los viernes se celebra una Divina Liturgia. Antiguamente era costumbre que los monjes se cortaran el pelo en esta capilla.
Alrededor del comienzo del siglo XV en prenda de una devoción grande y admiración por lo que significa la Imagen Sagrada, algunas familias Rumanas, que quisieron mantenerse anónimas, hicieron revestir el sagrado icono con lámina de plata repujada con insertos de oro y con medallones de los apóstoles, (actualmente el día 21 de enero los viste junto con todos los ex votos de los milagros cumplidos por su intercesión), todo esto una tarea de los monjes ortodoxos del monasterio Golia de la ciudad de Iaşi, en la actual Rumania, y además solicitaron a los monjes del monasterio ortodoxo Lupşa, que pintarán una copia fiel del icono de la Virgen de la Calma para que también fuese venerada en Rumania.

## Veneración actual
Todos los días 21 de enero se celebra en el patio del monasterio una solemne procesión con el icono y después de esta se celebra la divina liturgia en la capilla Paramithya. 
En la Iglesia católica este Icono es muy apreciado, más en las Iglesias de rito Bizantino como la Iglesia greco-católica ucraniana los cuales la celebran el 12 de julio de cada año, en el occidente latino recibe el nombre de Nuestra Señora de la Calma.
El 28 de marzo del 2013 el judoka Ilías Iliadis en gratitud a Nuestra Señora de la Calma colgó su medalla de bronce obtenida en los Juegos Olímpicos de Londres 2012 en la competencia de Judo.

## Oración
Oh Dulcísima Virgen María, Madre de la Calma y del Consuelo!,
tú que en el silencio del Monasterio de Vatopedi
mostraste tu poder misericordioso, librando a tus hijos del castigo que merecían,
mira hoy con ternura a quienes vivimos agobiados
por las cadenas del pecado y los vicios.
Tú, que detuviste la mano de la justicia con la fuerza de tu amor maternal,
no dejes de interceder por nosotros, pecadores necesitados de la paz que solo Dios puede dar.
Consuelo permanente del corazón aferrado al error, Refugio de los que han perdido el rumbo,
Auxilio de los que ya no encuentran fuerzas para levantarse,
ven en nuestro auxilio, Madre de Dios.
Tú, que eres Calma en la tormenta, Silencio que habla al alma,
y Esperanza que nunca se apaga, haz que, por tu intercesión,
las almas esclavizadas por el pecado conozcan la libertad del amor de Cristo.
Sostennos, guíanos, y no nos sueltes de tu mano, aunque muchas veces tropecemos.
Haz que nunca dudemos de que tú, María, siempre esperas a tus hijos, aun cuando más alejados estén de la gracia.
Amén 